# Bembidion dilaticolle
Bembidion dilaticolle är en skalbaggsart som beskrevs av Notman. Bembidion dilaticolle ingår i släktet Bembidion och familjen jordlöpare. Inga underarter finns listade i Catalogue of Life.